# Crazy World Tour Live...Berlin 1991
Albums de Scorpions
To Russia With Love
(1988) Moment of Glory
(2000)
Crazy World Tour Live...Berlin 1991 est une vidéo du groupe de hard rock Scorpions sortie le 7 janvier 2003.

## Liste des pistes
1. Bad Boys Running Wild
2. Hit Between the Eyes
3. Tease me Please me
4. I Can't Explain
5. The Zoo
6. Don't Believe Her
7. Rhythm of Love
8. Crazy World
9. Can't Live Without You
10. Blackout
11. Dynamite
12. Lust or Love
13. Send Me an Angel
14. Big City Nights
15. Rock You Like a Hurricane
16. Wind of Change

## Formation
- Klaus Meine : chant
- Rudolf Schenker : guitare
- Matthias Jabs : guitare
- Francis Buchholz : guitare basse
- Herman Rarebell : batterie